# Дем'янівка (Феодосійський район)
Дем'янівка (до 1948 року — Азізко́й, крим. Azizköy) — село Феодосійського району Автономної Республіки Крим. Розташоване на північному заході району.
Відстань від райцентру до населеного пункта становить 64 кілометрів по прямій.